# 落武者

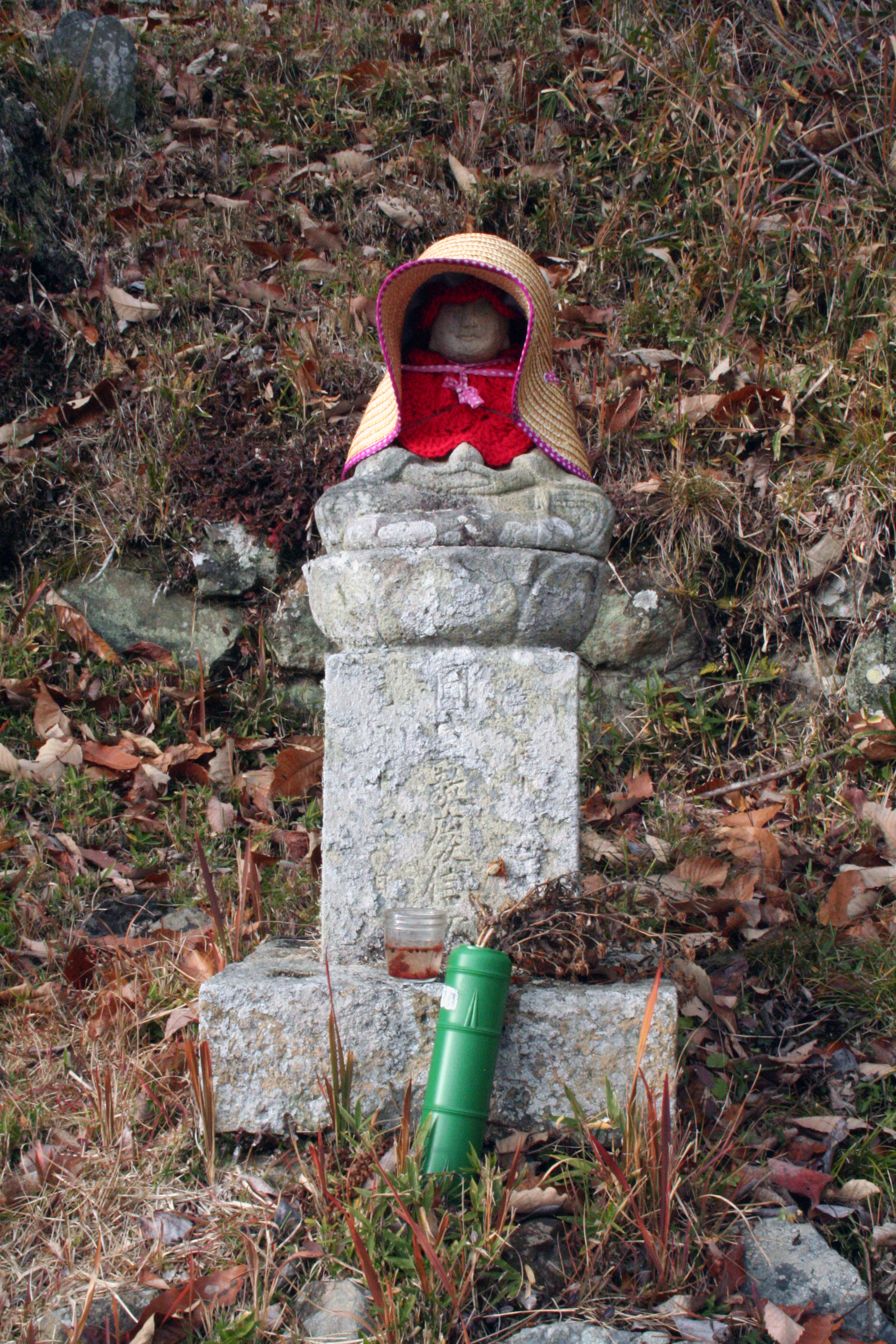
兵庫県たつの市新宮町牧にある香山城落武者の墓

落武者（おちむしゃ）とは、戦乱において敗者として生き延び、逃亡する武士である。落人（おちうど、おちゅうど）とも。

## 概説
戦国時代において、落武者は、法の外の者とみなされ成敗権を行使する「落ち武者襲撃慣行」で、殺したり所持品を略奪する農民による落ち武者狩りの対象とされた。
戦場からの離脱中以外にも、主家が敗亡し勢力が衰微して亡命状態になった武家の一党やその臣下も落人と呼ぶ。こうした落人の有名なものに平家の落人があり、落ち延びた先の山間部などに集落を作った例もある。虚実は不明ながら近世の鉄山労働者など山間部で生活する集団の中の有力者は、「豊臣の遺臣」や「尼子の落人」など、落人の末裔を称する場合が多かった。
室町時代では、没落したり後ろ盾が無くなった公家や武家も落武者とみなされ、拠点を構えていた地域の町人に襲われる場合や失脚した武家の屋敷が略奪に合う場合もあった。他に、流刑で流刑先に移動している罪人も落武者とみなされ当然のように落ち武者狩りの対象となった。落ち武者は薄の穂にも怖ずという慣用句は怖いと思うと何にでも恐怖を感じるという意味である。